# Takehara
Takehara (jap. 竹原市, -shi, wörtlich: „Bambusebene“) ist eine Stadt in der Präfektur Hiroshima in Japan. Die Stadt grenzt an Mihara und Higashihiroshima.

## Geographie
Takehara liegt östlich von Hiroshima und westlich von Fukuyama an der Seto-Inlandsee. Zum Stadtgebiet gehören auch mehrere Inseln in der Inlandsee, darunter Ōkunoshima, die in der Shōwa-Zeit für die Produktion von Giftgas genutzt wurde und die 0,53 km² große Insel Abashima (阿波島). Durch Takehara fließt von Norden nach Süden der Kamo (賀茂川). Ein bekannter Berg im Verwaltungsgebiet ist der Kurotaki-yama (黒滝山) mit einer Höhe von 226 m, der einen Blick über die Seto-Inlandsee bietet. Etwas höher ist der Asahi-yama (朝日山) mit 454 m.
Klima
|                        | Jan  | Feb  | Mär  | Apr  | Mai   | Jun   | Jul   | Aug  | Sep   | Okt  | Nov  | Dez  |   |         |
| Mittl. Temperatur (°C) | 5,7  | 5,8  | 8,6  | 13,0 | 17,3  | 20,8  | 24,5  | 26,5 | 23,7  | 18,4 | 12,9 | 8,0  | ⌀ | 15,5    |
| Mittl. Tagesmax. (°C)  | 9,4  | 9,7  | 12,5 | 16,9 | 21,2  | 24,1  | 27,7  | 30,0 | 27,5  | 22,5 | 17,1 | 11,9 | ⌀ | 19,3    |
| Rekordmaximum (°C)     | 15,9 | 19,5 | 22,4 | 25,2 | 26,7  | 30,9  | 34,8  | 34,8 | 34,0  | 30,1 | 23,7 | 20,3 | ᐃ | 0       |
| Mittl. Tagesmin. (°C)  | 2,0  | 1,9  | 4,5  | 9,1  | 13,8  | 18,2  | 22,1  | 23,9 | 20,5  | 14,7 | 9,0  | 4,2  | ⌀ | 12      |
| Rekordminimum (°C)     | −4,7 | −6,6 | −3,1 | −0,1 | 5,8   | 11,7  | 16,1  | 17,4 | 10,3  | 4,8  | 0,3  | −3,2 | ᐁ | 0       |
|                        |      |      |      |      |       |       |       |      |       |      |      |      |   |         |
| Niederschlag (mm)      | 38,1 | 48,5 | 88,6 | 95,6 | 121,1 | 193,2 | 213,7 | 98,1 | 121,8 | 86,4 | 59,9 | 45,3 | Σ | 1.210,3 |
|                        |      |      |      |      |       |       |       |      |       |      |      |      |   |         |
| Sonnenstunden (h/d)    | 5,05 | 5,39 | 5,81 | 6,66 | 7,07  | 5,55  | 6,62  | 7,69 | 5,75  | 5,92 | 5,44 | 4,99 | ⌀ | 6       |

| 2,0 |

| 1,9 |

| 4,5 |

| 9,1 |

| 13,8 |

| 18,2 |

| 22,1 |

| 23,9 |

| 20,5 |

| 14,7 |

| 9,0 |

| 4,2 |

| 2,0 |

| 1,9 |

| 4,5 |

| 9,1 |

| 13,8 |

| 18,2 |

| 22,1 |

| 23,9 |

| 20,5 |

| 14,7 |

| 9,0 |

| 4,2 |

## Geschichte
Die Stadt Takehara wurde am 3. November 1958 gegründet.

## Kultur

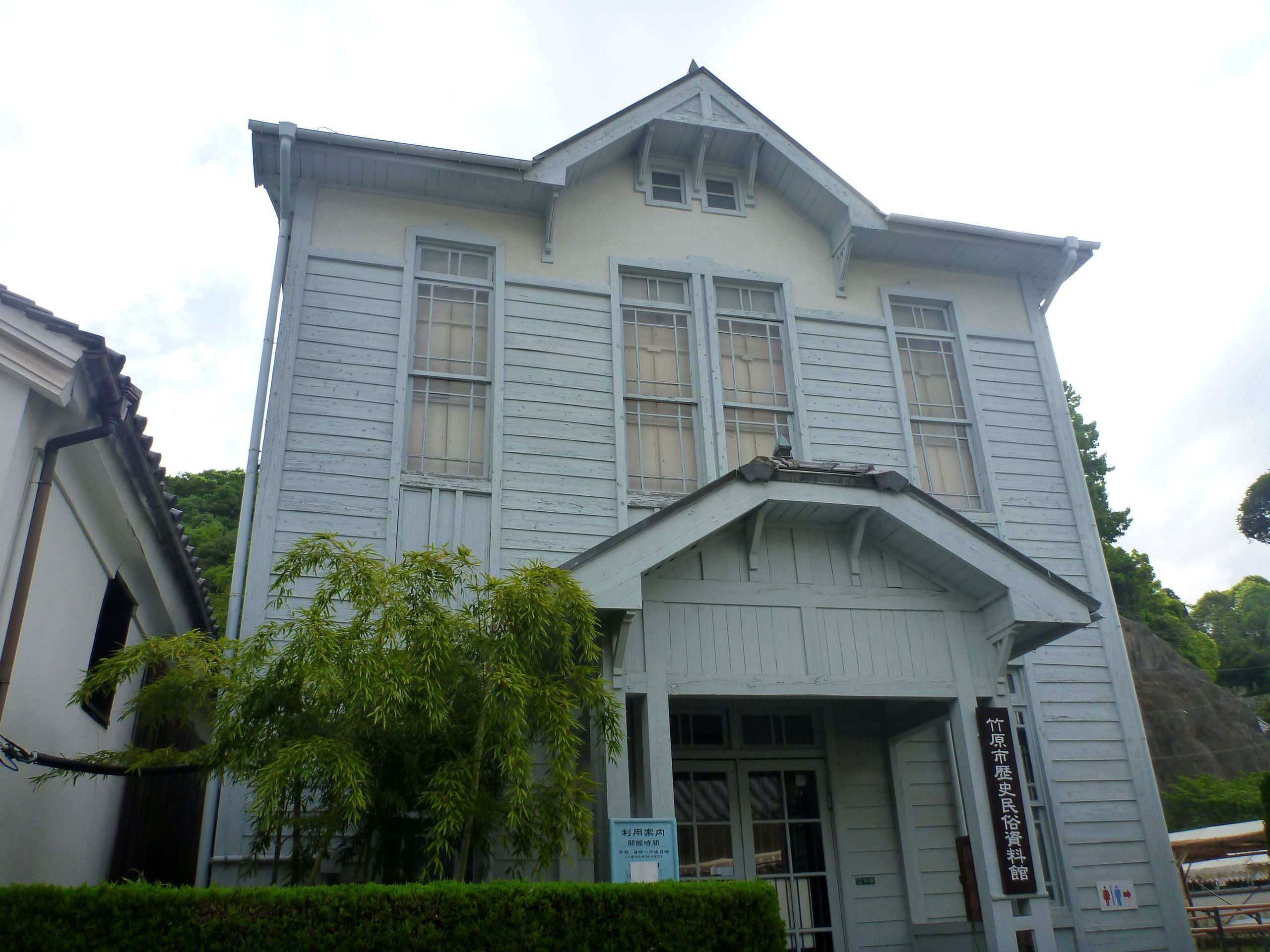
Takehara City Museum of History and Folklore

### Museen
Zu den Museen der Stadt zählt das Takehara City Museum of History and Folklore (竹原市歴史民俗資料館), das Ausstellungsmaterial zur lokalen Geschichte der Salzproduktion zeigt sowie andere Aspekte der Stadtgeschichte und -kultur, darunter bekannte Persönlichkeiten. Zu diesen zählt beispielsweise Masataka Taketsuru (1894–1979), der als Begründer der japanischen Whiskey-Produktion gilt. Er ging 1918 nach Schottland, nahm Chemie-Unterricht an der University of Glasgow und ging bei mehreren Whiskey-Destillerien in Lehre. Am Ort des 1929 erbauten Museumsgebäudes stand früher der Wohnsitz von Doseki Shiotani (1703–1764), einem Gelehrten aus der Edo-Zeit.

### Religiöse Stätten

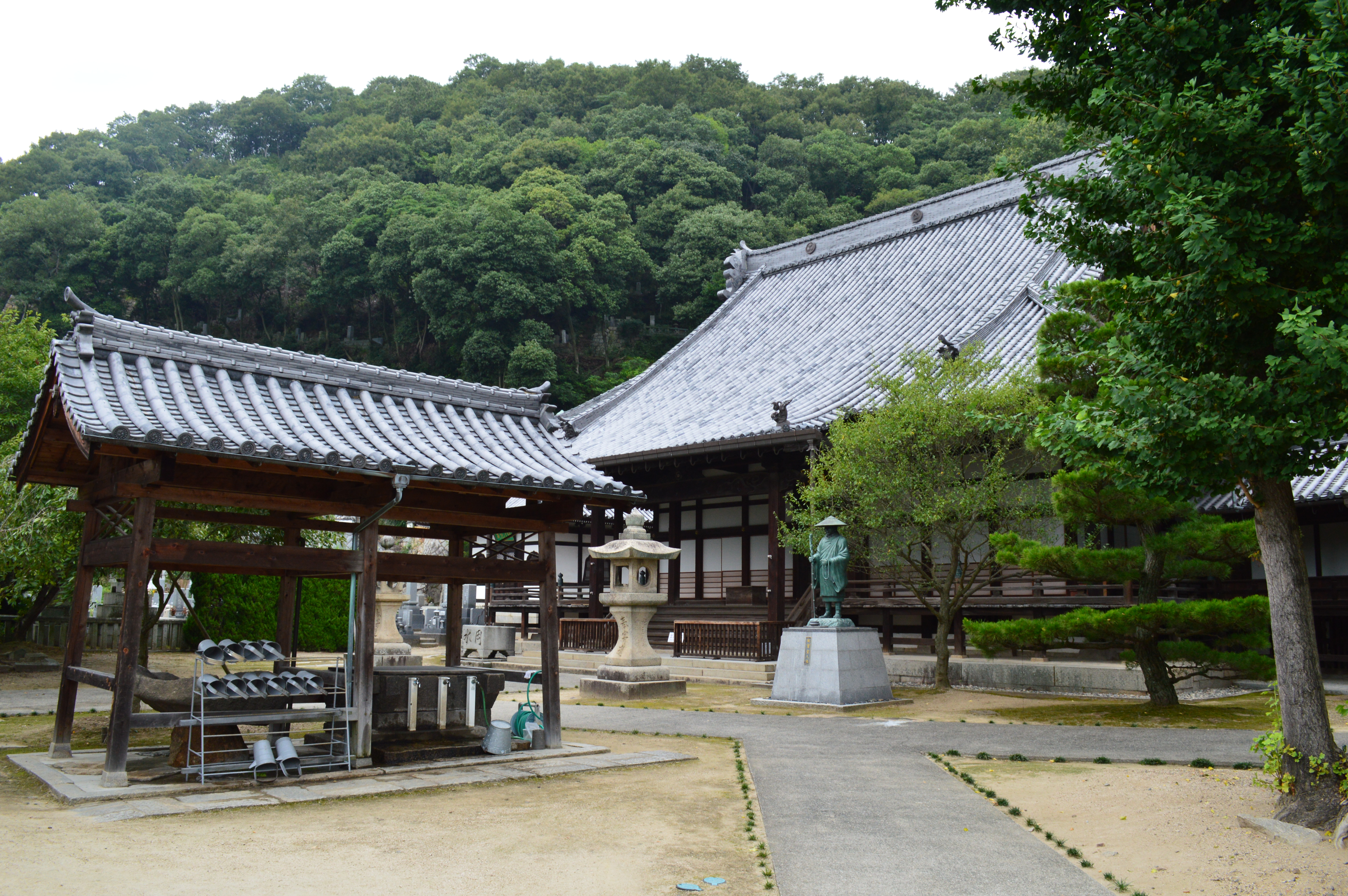
Der buddhistische Tempel Shōren-ji

Einer der buddhistischen Tempel in Takehara ist der Shōren-ji (照蓮寺), der ursprünglich ein Zen-Tempel mit Namen Jorin-ji war. Die Haupthalle wurde 1737 im Stil des Jōdo-Shinshū neu errichtet. Teil des Tempels ist der Shogi-Garten. Zudem befinden sich hier Gräber des Rai-Klans. Ein weiterer Tempel ist der Saihō-ji (西方寺).

### Denkmäler und Kulturgüter

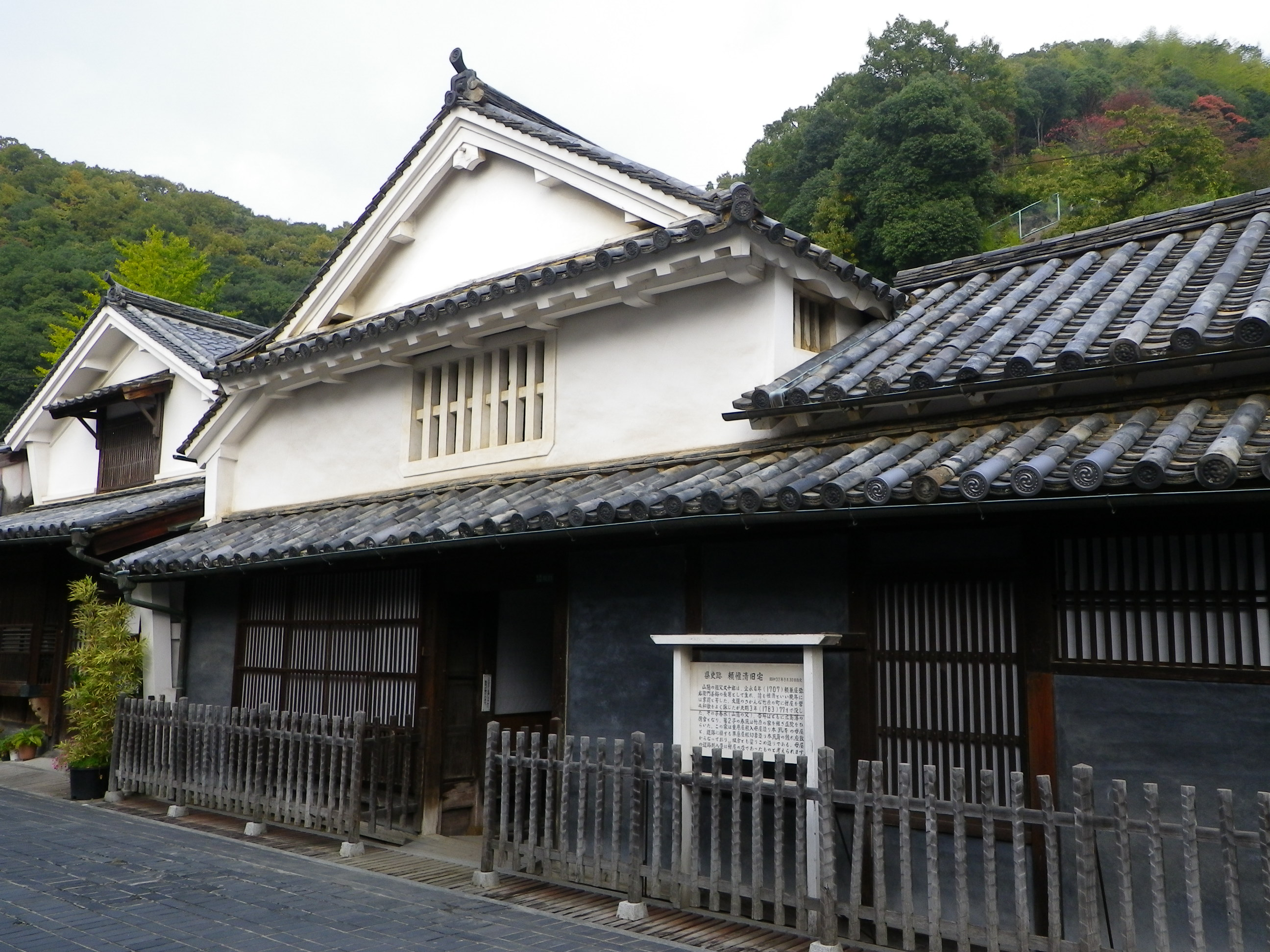
Ehemaliges Wohnhaus von Rai Tadasuga

Eine Historische Stätte in Takehara sind die Ruinen der Burg Chinkaisan (鎮海山城跡). Die Burg wurde 1585 von Murakami Takeyoshi (村上 武吉) erbaut. Die Ruinen befinden sich auf einem kleinen Hügel, der die Stadt überragt. Seit 1973 als Historische Stätte ausgewiesen sind zudem die Ruinen der Burg Kimura (木村城跡) und der ehemalige Wohnort von Rai Tadasuga (頼 惟清), Großvater von Rai San’yō. Das Haus wurde um 1775 erbaut. In Takehara befindet sich zudem im Bezirk des Chosei-ji (長生寺) das Grab des Shintō-Priesters Karasaki Hitachinosuke (jap. 唐崎常陸介, 1737–1796). Als Wichtiges Kulturgut Japans ausgewiesen ist eine Goryeo-Kupferglocke, die sich im Shōren-ji (照蓮寺) befindet. Laut einer auf der Glocke befindlichen Gravur wurde sie im Jahr 963 hergestellt. Ebenfalls als wichtige Kulturgüter ausgewiesen sind seit 1988 das Haus von Rai Fukko (復古館頼家住宅) und das Haus von Rai Shunpū (春風館頼家住宅), Onkel von Rai San’yō. Zu den auf Präfekturebene ausgewiesenen Naturdenkmälern der Stadt gehört seit 29. Oktober 1992 ein Kampferbaum am Kusu-Schrein (楠神社のクスノキ) mit einem Stammumfang von 9,2 m. Das genaue Alter des Baumes ist unbekannt.

### Takehara in der Populärkultur
Takehara ist Handlungsort der Slice-of-Life-Animeserie Tamayura von 2010. Das NHK-Fernsehdrama Massan von 2014 basiert auf dem Leben der lokalen Persönlichkeit Masataka Taketsuru und seiner schottischen Ehefrau Jessie Cowan.

## Verkehr
Takehara liegt an der Nationalstraße 2 nach Osaka und Kitakyūshū. Der Bahnhof liegt an der JR West Kure-Linie von Mihara nach Kaitaichi (von dort fahren die meisten Züge noch auf der San’yō-Hauptlinie weiter bis zur Station Itozaki in Mihara im Osten, respektive bis Hiroshima oder sogar Iwakuni im Westen).

## Söhne und Töchter der Stadt
- Shōgo Hamada (* 1952), Sänger
- Ikeda Hayato (1899–1965), Premierminister
- Naganori Ito (* 1937), Fahrzeugingenieur
- Masataka Taketsuru (1894–1979), Chemiker und Geschäftsmann

## Städtepartnerschaften
- : Damyang (Südkorea)